# Mycomya humida
Mycomya humida är en tvåvingeart som beskrevs av Garrett 1924. Mycomya humida ingår i släktet Mycomya och familjen svampmyggor.
Artens utbredningsområde är Montana. Arten är reproducerande i Sverige. Inga underarter finns listade i Catalogue of Life.